# Kanhangad
Kanhangad (malabar: കാഞ്ഞങ്ങാട് [kɑːɲʌŋɑːɖ]) es una ciudad del estado indio de Kerala perteneciente al distrito de Kasaragod.
En 2011, el municipio tenía una población de 73 342 habitantes. Forma parte del taluk de Hosdurg.
Se conoce su existencia desde el siglo VIII y durante siglos fue un pequeño pueblo de habla tulu. Su desarrollo urbano comenzó en los siglos XVII-XVIII, cuando las disputas entre reinos dieron lugar a la construcción de las fortalezas de Hosdurg. A principios del siglo XX fue una localidad importante para el movimiento de independencia indio, que desde 1925 organizaba reuniones aquí en torno a fábricas de khadi. Adquirió estatus de municipio en 1984.
Se ubica en la costa del mar Arábigo, unos 20 km al sureste de la capital distrital Kasaragod sobre la carretera 66 que lleva a Cananor. Al noreste de la localidad sale la carretera 56 que lleva a Madikeri.